# Cabera pseudognophos
Cabera pseudognophos là một loài bướm đêm trong họ Geometridae.